# Сенетя
Сенетя (рум. Senetea) — село у повіті Харгіта в Румунії. Входить до складу комуни Сусень.
Село розташоване на відстані 247 км на північ від Бухареста, 34 км на північний захід від М'єркуря-Чука, 108 км на північ від Брашова.

## Населення
За даними перепису населення 2002 року у селі проживали 9 осіб, усі — угорці. Усі жителі села рідною мовою назвали угорську.